# Wayne Owens
Douglas Wayne Owens, född 2 maj 1937 i Panguitch i Utah, död 18 december 2002 i Tel Aviv i Israel, var en amerikansk demokratisk politiker. Han var ledamot av USA:s representanthus 1973–1975 och 1987–1993.
Owens var mormonmissionär i Frankrike 1957–1960 och avlade 1964 juristexamen vid University of Utah. Han arbetade sedan som advokat och var medarbetare åt senator Ted Kennedy 1969–1971. Owens efterträdde 1973 Sherman P. Lloyd som kongressledamot och efterträddes 1975 av Allan Howe. Han tillträdde 1987 på nytt ämbetet som kongressledamot och efterträddes 1993 av Karen Shepherd.
Sonen Doug Owens kandiderade till representanthuset i mellanårsvalet 2014 men fick se sig besegrad av republikanen Mia Love.